# Aristolochia cordata
Aristolochia cordata là một loài thực vật có hoa trong họ Aristolochiaceae. Loài này được Eastw. mô tả khoa học đầu tiên năm 1909.